# Mise en position et maintien d'une pièce
En mécanique, la position d'une pièce par rapport à une autre doit souvent être précise, afin d'avoir une structure respectant les dimensions définies ou un mécanisme qui fonctionne bien. La mise en position de la pièce (MiP) et le maintien en position de la pièce (MaP) sont donc des opérations importantes.

## Exemple du meuble à monter
Lorsque l'on achète un meuble à monter (en kit), il faut pouvoir positionner les planches les unes par rapport aux autres avant de les fixer. On utilise souvent des pions de positionnement cylindriques et une vis pour assembler deux planches : chacune des deux planches a deux trous borgnes (non débouchants) de même diamètre destinés à recevoir un tourillon (pion de positionnement cannelé en bois), une des planches a un trou débouchant « large » pour laisser passer la vis et l'autre a un trou borgne plus petit qui sera taraudé par la vis.
Pour la mise en position, on enfonce les pions de positionnement dans une des planches, puis on positionne l'autre planche afin que les planches soient en contact. Pour le maintien en position, on visse la vis à bois.
Cette mise en position est hyperstatique. En effet, avec un pion de positionnement, seule reste possible la rotation autour de ce pion. Or, le second pion ne se contente pas de bloquer la rotation résiduelle mais aussi des translations. Dans le cas d'un meuble, cela n'a que peu d'importance, car le jeu est important et le positionnement n'a pas besoin d'être très précis. Mais si l'on voulait être isostatique, il faudrait remplacer un des pions cylindriques par un pion en forme de « lame de tournevis plat » positionné perpendiculairement à l'axe des trous des pions.

## Montage d'un dispositif
En mécanique, on utilise souvent des pions de positionnement appelés « centreur/locating », ou plus rarement « centreur complet/centreur dégagé »  ou encore « simbleaux/cimblots ». Il en existe de plusieurs formes, afin d'être au plus proche de l'isostatisme : centreur cylindrique (réalise une liaison pivot glissant), centreur dégagé (réalise une liaison linéaire rectiligne) ou centreur oscillant (liaison rotule).
Voir aussi : norme DIN 6321 sur les pions de support et de positionnement (Aufnahme- und Auflagebolzen).

## Liaison pièce-machine pour un usinage
Lorsque l'on usine une pièce, le résultat doit être conforme au plan, et en particulier les tolérances géométriques. Le placement de la pièce doit être précis sur le chariot de la machine-outil, la pièce doit donc être mise en place de manière isostatique, et maintenue de manière à respecter si possible cet isostatisme.
Dans la pratique, le maintien de la pièce est souvent hyperstatique, notamment pour que la pièce ne bouge pas sous les efforts engendrés par l'usinage, il faut donc gérer cet hyperstatisme. On commence donc par une mise en position isostatique, puis on ajoute des éléments de maintien supplémentaires en essayant de ne pas déformer la pièce.
La qualité du positionnement conditionne la qualité de l'usinage, et notamment la reproductibilité dans le cas des fabrications en série, que ce soit en usinage conventionnel ou en commande numérique.

### Table d'usinage
Le premier élément de la mise en position et du maintien est la table d'usinage.
Les tables d'usinage sont en général magnétiques, soit avec un aimant permanent, soit avec un électroaimant. Cela permet un premier maintien des pièces ferreuses (fer, acier, fonte) ayant une face plane. Il s'agit d'un maintien par frottement (adhérence).
Certaines tables sont refroidies pour assurer un maintien par gel de l'humidité ambiante.
Lorsque les efforts générés sont peu importants, la table seule peut suffire au maintien :
- si l'on n'a pas besoin d'une grande précision, on peut tenir la pièce à la main, par exemple dans le cas d'un perçage à une position approximative ;
- la fixation magnétique ou par le froid peut suffire au maintien ;
- la pression exercée par l'outil contribue à l'adhérence.

### Serrage dans un étau

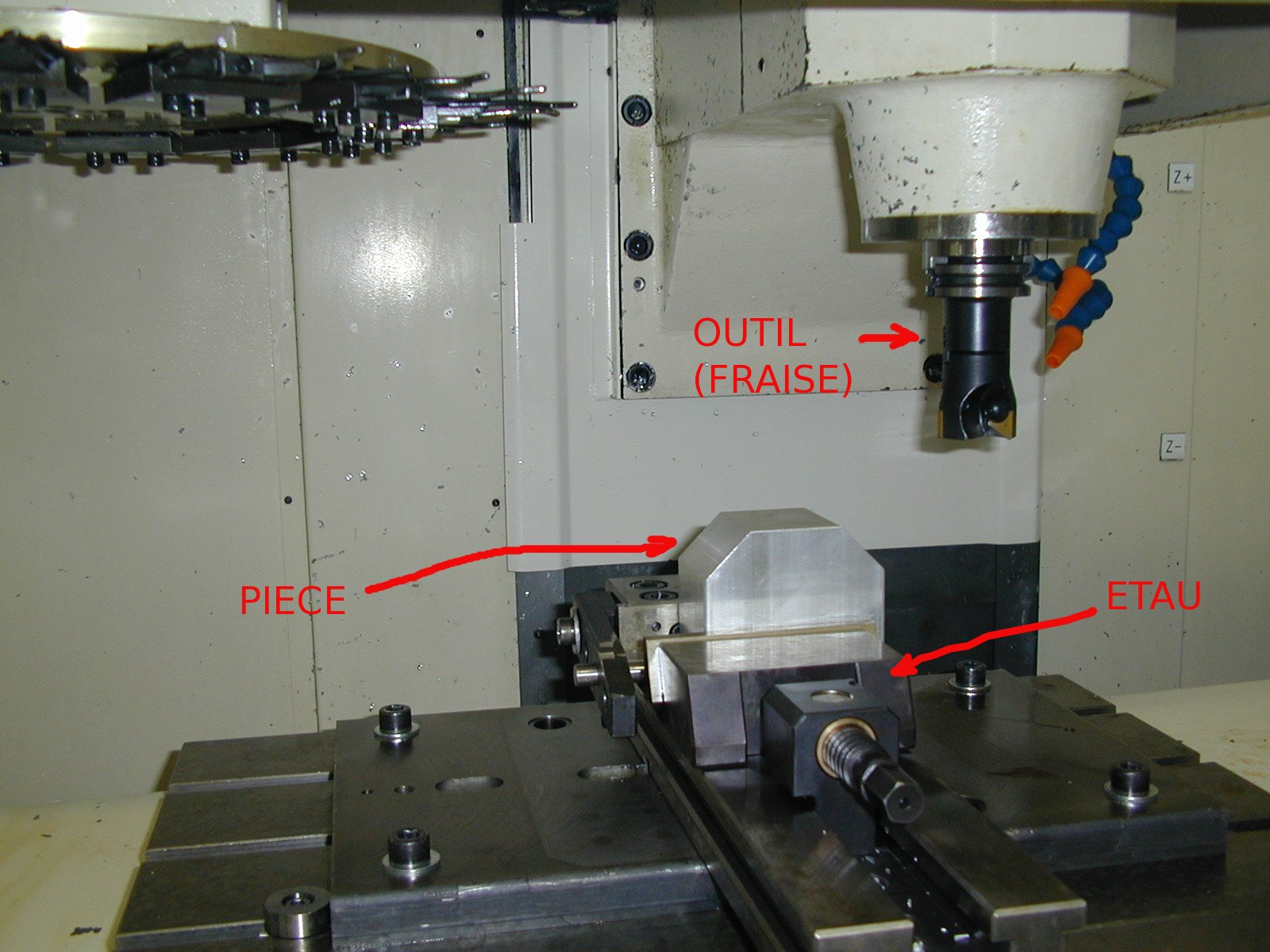
Fraiseuse à commande numérique

Lorsque l'on fait du fraisage, on maintient souvent la pièce dans un étau. On commence par usiner la surface ayant la plus grande aire, appelée « face », afin de diminuer les erreurs d'usinage ultérieures. Cette face servira par la suite de surface de référence.
Le placement exact en x, y et z n'est pas critique : les mouvements du chariot et de l'outil permettent d'ajuster ces positions, la première opération consiste à prendre les références de la pièce en venant tangenter avec une pinule. C'est l'orientation de la pièce qui est critique.
La face de référence de la pièce peut être placée :
- soit contre le mors fixe de l'étau : en effet, l'étau est normalement « parfaitement » positionné par rapport aux axes de référence de la machine, le mors fixe est donc normalement parallèle au plan (xz) ;
- soit sur deux cales posées sur le fond de l'étau, ce fond étant normalement parallèle au plan (xy).

#### Référence contre le mors fixe

Serrage dans un étau avec face de référence contre le mors fixe

L'image ci-contre représente le serrage typique d'une pièce prismatique dans un étau pour un fraisage. La référence [0] représente le mors fixe de l'étau, la [1] le mors mobile, la [2] la pièce à usiner.
Si la face à usiner [3] est perpendiculaire à la face de référence [4], on place cette surface de référence contre le mors fixe [0], on assure un appui plan, ce qui bloque trois degrés de liberté (la translation en y et les rotations autour de x et de z). Le maintien contre le mors fixe est assuré par le mors mobile [1] ; toutefois, cela forme deux appuis plans, les degrés de liberté sont bloqués deux fois, ce qui n'est pas isostatique. Pour réduire cette contrainte, on peut intercaler un rondin [6] qui va assurer un appui linéaire rectiligne. Ce rondin est placé approximativement au milieu de la hauteur du mors, mais peut être déplacé si la pièce s'incline, en fonction du jeu pris par le mors mobile.
La translation en z et la rotation en y sont bloqués par une cale [5] placée sur le fond de l'étau, ce qui assure un contact s'approchant d'une liaison linéaire rectiligne. La translation en x est bloquée par le serrage (frottement).
Pour vérifier le contact linéaire avec la cale, on essaie de la faire bouger ; si elle pivote, on enfonce la pièce à coup de maillet (laiton, nylon) caoutchouté du côté où elle bouge. En raison du porte-à-faux, on peut placer une seconde cale du côté du mors mobile, mais une seule des deux cales doit être bloquée.
Si l'on voulait un placement réellement isostatique, il faudrait mettre un rondin en dessous à la place de la cale et une bille entre le mors mobile et la pièce à la place du rondin, mais le placement serait difficile : tout en serrant, il faudrait maintenir la bille et le cylindre pour pas qu'ils ne roulent, ce qui nécessite au moins trois mains dont une devant se glisser entre la pièce et le mors mobile…

#### Référence contre le fond

Serrage dans un étau avec face de référence contre le fond

Si la face à usiner [3] est opposée à la surface de référence [4], il faut assurer un appui plan sur le fond. Mais si l'on se contente de poser la pièce sur le fond, on a alors un autre appui plan sur le mors fixe, on bloque donc deux fois la rotation autour de x. On place donc la pièce sur des cales hautes [5] pour que la surface serrée par les mors soit la plus petite possible, afin que la liaison s'approche d'une liaison linéaire rectiligne ; mais cette surface serrée doit être suffisante pour assurer un bon maintien de la pièce.
Pour que les deux cales fournissent deux appuis linéaires rectilignes, la rotation autour de y est donc bloquée deux fois ; dans l'idéal, il faudrait un appui linéaire et un appui ponctuel.

#### Référence des cotes
Le technicien d'usinage, ou le bureau des méthodes, doit déterminer la manière dont la pièce va être usinée. Cela implique de choisir la surface de référence, puis les placements dans l'étau par rapport à cette face.
L'usinage se fait à partir du plan (dessin technique). Les cotes définissent la longueur des éléments à usiner. Lorsque des éléments s'enchaînent, il faut donc ne pas avoir de cotes redondantes : s'il y a plusieurs moyens de réaliser un usinage, cela va inévitablement introduire des variations dans la fabrication.
Le dessinateur doit donc penser à la réalisation afin d'être sûr que le plan sera interprété de la même manière par tout le monde. Pour une chaîne de cotes, toutes les cotes doivent pouvoir se ramener facilement à la face disponible ayant la plus grande aire, puisque c'est en utilisant cette face comme face de référence que l'on aura la meilleure précision de placement.
Si le plan ne présente pas ces qualités, il faut faire un transfert de cotes, c'est-à-dire supprimer la cote problématique et la remplacer par une autre cote, en s'assurant que les cotes nominales et les ajustements restent inchangés.

### Bridage
Le bridage est l'opération consistant à maintenir une pièce sur un plateau en utilisant le frottement (adhérence). La pièce est pressée contre la table d'usinage par des pièces métalliques appelées brides, valets d'établi ou sauterelle de bridage, la pression étant déterminée par le serrage d'une vis ou l'action sur un levier. Cette pression doit être suffisante pour résister aux efforts d'usinage.
La table constitue un appui plan, le plan étant (x, y). Les brides vont empêcher :
- la rotation autour de l'axe z ;
- les translations en x et en y.

Il ne s'agit pas d'un blocage par obstacle mais par adhérence. Le système serait donc isostatique s'il n'y avait qu'une seule bride ; c'est parfois possible pour des usinages ne générant que peu d'effort. Mais il est souvent nécessaire de travailler en hyperstatique, soit en raison de la forme de la pièce (pièces de fonderie par exemple), soit pour vaincre les efforts de coupe, soit pour éviter les vibrations lorsque la pièce a beaucoup de porte-à-faux. Dans ce dernier cas, on vient juste positionner les éléments contre la surface sans exercer de pression, afin de ne pas déformer la pièce.
Dans le cas d'un maintien dans un étau, l'étau est bridé sur la table d'usinage.
On peut automatiser le bridage en utilisant des vérins.

### Serrage dans un mandrin

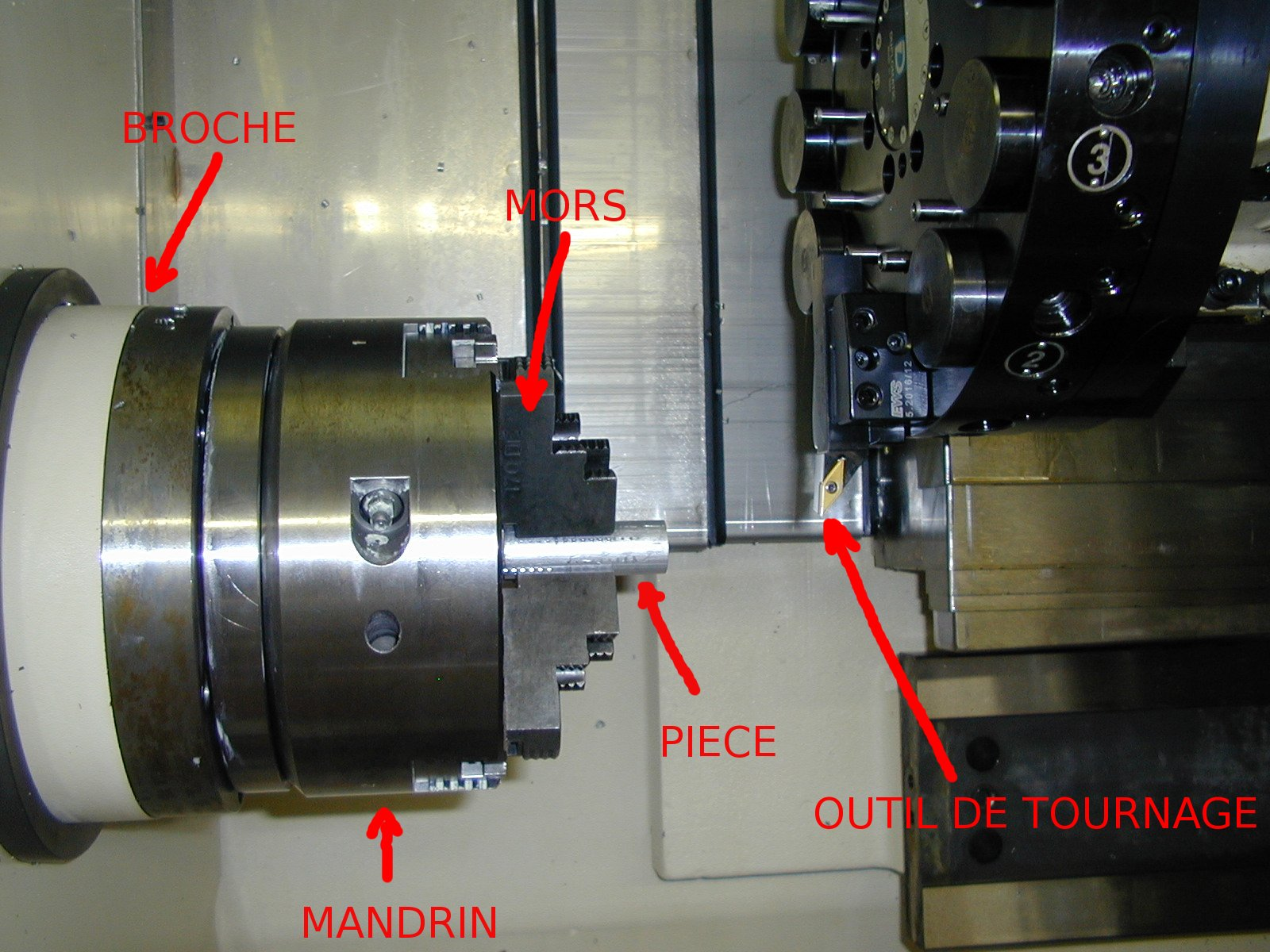
Serrage d'une pièce par l'extérieur avec les mors durs

Pour les opérations de tournage, la pièce est serrée dans un mandrin solidaire de la broche de la poupée fixe. La pièce est serrée par des mors mobiles qui assurent le centrage de la pièce.
Habituellement, la pièce est serrée par trois mors placés à 120° ; le serrage se fait par une rainure en spirale, qui permet de rapprocher ou d'éloigner simultanément les trois mors. Selon la précision de l'usinage, on utilise des mors durs ou des mors doux.

#### Mors durs
Les mors durs sont utilisés sur le brut (cylindre de matière première avant tout usinage). C'est un système de serrage rapide et simple, mais il ne permet pas d'avoir une bonne précision sur la concentricité (5⁄100 mm au mieux). Les mors sont en général en escalier, ce qui permet d'avoir un serrage par l'extérieur ou bien par l'intérieur.

##### Serrage par l'extérieur
La surface de contact des mors est plane tandis que le brut est cylindrique ; chaque mors assure donc un contact linéaire rectiligne. La translation et la rotation d'axe z (axe de rotation du tour) sont bloquées par le frottement (adhérence) ; si la longueur de pièce sortant du mandrin est grande par rapport au diamètre de la pièce, on usine un cône au centre de l'extrémité libre de la pièce et on la maintient par une pointe sur la poupée mobile dite « contre-pointe » — pointe tournante, mais on utilisait autrefois une pointe fixe ou « pointe sèche ».

##### Serrage par l'intérieur
Une pièce creuse peut être serrée par l'intérieur, ce qui permet d'usiner au plus proche de la broche.

#### Mors doux
Les mors doux sont des mors qui sont eux-mêmes usinés pour être au mieux adaptés à la pièce à produire. Leur utilisation permet un alignement parfait entre l'axe de rotation de la broche et l'axe des mors. Ils permettent également de ne pas marquer la pièce lors du serrage.